# Berschad
Berschad (ukrainisch und russisch Бершадь; hebräisch und jiddisch ברשד, polnisch Berszad) ist eine Stadt in der ukrainischen Oblast Winnyzja mit etwa 11.700 Einwohnern.

## Geografische Lage
Die Stadt liegt knapp 124 km südöstlich der Oblasthauptstadt Winnyzja am Ufer der Dochna und war bis Juli 2020 das Verwaltungszentrum des gleichnamigen Rajons Berschad.

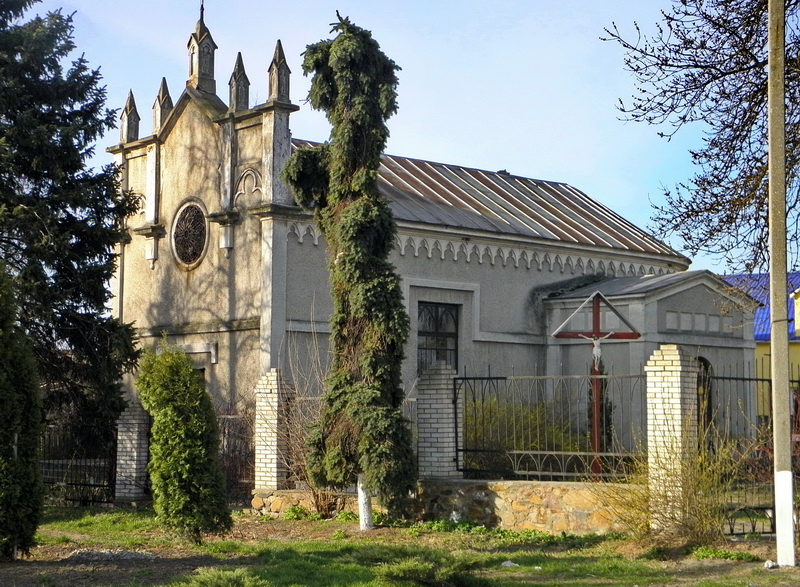
Neugotische Palastkapelle in Berschad

Durch die Stadt verläuft die Regionalstraße P–54 und die Territorialstraße T–02–02. Im südlich angrenzenden Dorf Floryne befindet sich eine Bahnstation des Schmalspurnetzes Hajworon.

## Geschichte
Die Ortschaft wurde 1459 zum ersten Mal schriftlich erwähnt und gehörte zunächst in der Woiwodschaft Bracław zu Polen. Ende des 18. Jahrhunderts wurde sie zu einem der Zentren chassidischer Tradition und Kultur, die mehr als 200 Jahre alte Synagoge des Schtetls ist die weltweit älteste erhaltene Synagoge in Lehmbauweise. 1795 kam Berschad im Rahmen der dritten Aufteilung Polen-Litauens zum Russischen Reich und wurde verwaltungstechnisch in das Gouvernement Podolien eingegliedert. Die starke jüdische Einwohnerschaft nahm in Friedenszeiten zu, wurde aber wiederholt auch durch eine Reihe von Pogromen blutig reduziert, erstmals im größeren Rahmen während der Massaker des Chmelnyzkyj-Aufstands 1648–1657, und nahm insbesondere Ende des 19. Jahrhunderts auch durch Abwanderung nach Amerika wieder ab.
Während des Zweiten Weltkriegs wurde der Ort durch rumänische und deutsche Truppen besetzt und erhielt den romanisierten Namen Berșad. Das ab Ende Juli 1941 eroberte Gebiet verwalteten die rumänischen Besatzer unter dem Namen Transnistrien. Vor Kriegsausbruch hatte Berschad 4000 bis 5000 jüdische Bewohner. Beim Einmarsch in die Stadt töteten die Angreifer rund 10.000 Ukrainer und Juden. Die verbliebenen Juden wurden in ein am 29. Juli 1941 in einem Stadtteil eingerichtetes Ghetto verbracht. Das Ghetto von Berschad wurde zum größten Lager für Juden in Transnistrien. Es war mit etwa 20.000 aus Bessarabien deportierten Juden gefüllt, die bis zur Ankunft wochenlange Fußmärsche von den bessarabischen Zwischenlagern (etwa Mărculești, Edineț) oder Bahnstationen (Otaci, Rezina, Bender) hinter sich hatten. Das Ghetto bestand aus zwölf engen Gassen eines jüdischen Viertels mit 300 bis 350 heruntergekommenen Lehmhäusern. In jedem Haus lebten etwa 60 Menschen. Im Herbst und Winter breitete sich Typhus im Ghetto von Berschad und in anderen Ghettos der Region aus. Beim Ausbruch der Epidemie lebten in Berschad insgesamt 24.000 bis 25.000 Juden. Davon starben während und durch die Typhusepidemie 16.000 Juden allein in Berschad.
Nach der Befreiung 1944 gehörte Berschad weiter zur Ukrainischen Sozialistischen Sowjetrepublik innerhalb der Sowjetunion und bis 1966 hatte der Ort nur den Status einer Siedlung städtischen Typs. Seit dem Zerfall der Sowjetunion 1991 ist die Stadt ein Teil der heutigen Ukraine.

## Verwaltungsgliederung
Am 12. Juni 2020 wurde die Stadt zum Zentrum der neugegründeten Stadtgemeinde Berschad (Бершадська міська громада/Berschadska miska hromada). Zu dieser zählen auch die 25 in der untenstehenden Tabelle aufgelisteten Dörfer sowie die Ansiedlungen Jalanez, Partysanske und Ustja, bis dahin bildete sie die gleichnamige Stadtratsgemeinde Berschad (Бершадська міська рада/Berschadska miska rada) im Zentrum des Rajons Berschad.
Am 17. Juli 2020 kam es im Zuge einer großen Rajonsreform zum Anschluss des Rajonsgebietes an den Rajon Hajssyn.
Folgende Orte sind neben dem Hauptort Berschad Teil der Gemeinde:
| Name                     | Name            | Name                                  |
| ukrainisch transkribiert | ukrainisch      | russisch                              |
| ------------------------ | --------------- | ------------------------------------- |
| Balaniwka                | Баланівка       | Балановка (Balanowka)                 |
| Byrliwka                 | Бирлівка        | Бырловка (Byrlowka)                   |
| Floryne                  | Флорине         | Флорино (Florino)                     |
| Hlynske                  | Глинське        | Глинское (Glinskoje)                  |
| Holdaschiwka             | Голдашівка      | Голдашовка (Goldaschowka)             |
| Jalanez                  | Яланець         | Яланец                                |
| Koscharynzi              | Кошаринці       | Кошаринцы (Koscharinzy)               |
| Krasnosilka              | Красносілка     | Красносёлка (Krasnosjolka)            |
| Kruschyniwka             | Крушинівка      | Крушиновка (Kruschinowka)             |
| Kydrassiwka              | Кидрасівка      | Кидрасовка (Kidrassowka)              |
| Lisnytsche               | Лісниче         | Лесничье (Lesnitschje)                |
| Luhowa                   | Лугова          | Луговая (Lugowaja)                    |
| Jalanez                  | Яланець         | Яланец                                |
| Jalanez                  | Яланець         | Яланец                                |
| Mala Kyrijiwka           | Мала Киріївка   | Малая Киреевка (Malaja Kirejewka)     |
| Mankiwka                 | Маньківка       | Маньковка (Mankowka)                  |
| Mychajliwka              | Михайлівка      | Михайловка (Michailowka)              |
| Ossijiwka                | Осіївка         | Осиевка (Ossijewka)                   |
| Partysanske              | Партизанське    | Партизанское (Partisanskoje)          |
| Pjatkiwka                | П’ятківка       | Пятковка (Pjatkowka)                  |
| Potaschnja               | Поташня         | Поташня                               |
| Romaniwka                | Романівка       | Романовка (Romanowka)                 |
| Schumyliw                | Шумилів         | Шумилов (Schumilow)                   |
| Sumiwka                  | Сумівка         | Сумовка (Sumowka)                     |
| Ustja                    | Устя            | Устье (Ustje)                         |
| Ustja                    | Устя            | Устье (Ustje)                         |
| Welyka Kyrijiwka         | Велика Киріївка | Великая Киреевка (Welikaja Kirejewka) |
| Wijtiwka                 | Війтівка        | Войтовка (Woitowka)                   |
| Wowtschok                | Вовчок          | Волчок (Woltschok)                    |

## Persönlichkeiten
- Roman Schwarzman (* 1936), Schlosser und Maschinenbauingenieur; Überlebender des Holocaust